# George Washington Williams

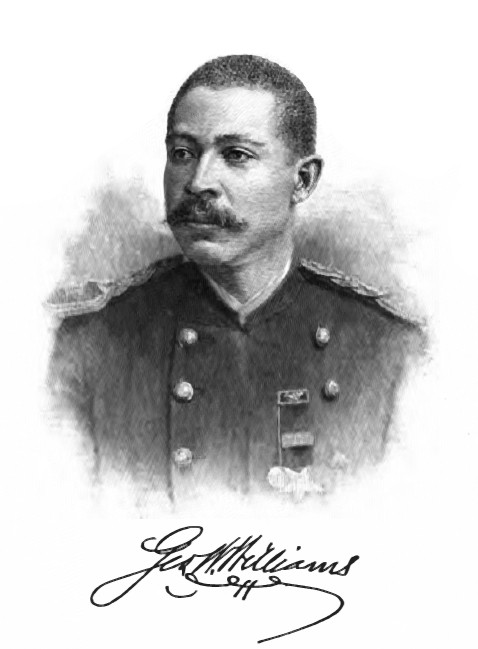
George Washington Williams

George Washington Williams (16. Oktober 1849 in Bedford, Pennsylvania – 2. August 1891 in Blackpool, Nordengland) war ein US-amerikanischer Politiker, Anwalt, Journalist, Schriftsteller für afroamerikanische Geschichte und Baptistenpriester. Er gehörte von 1879 bis 1881 als republikanischer Abgeordneter und erster Afroamerikaner dem Repräsentantenhaus von Ohio an. Ferner diente er als Soldat bei den United States Colored Troops (USCT) im amerikanischen Sezessionskrieg.

## Ehe und Familie
Er lernte Sarah A. Sterrett 1873 bei einem Besuch in Chicago kennen. Sie heirateten im folgenden Frühjahr, als er sein Studium an der Newton Theological University abschloss. Sie hatten einen gemeinsamen Sohn.

## Kongogräuel
Williams erfährt von König Leopold II von Belgiën angeblich mildtätigen Werken im Kongo-Freistaat. Im Jahr 1890 bereist er sechs Monate lang den Kongo und sieht dort Folter, Missbrauch und Mord. Zurück in Amerika dokumentiert er die Grausamkeiten, die er erlebt hat. Williams ist der erste, der über die Gräueltaten spricht; Der New York Herald berichtet. König Leopold II weist die Beschuldigungen zurück. Später wurde die systematische Ausplünderung des Kongo-Freistaats unter der Bezeichnung Kongogräuel bekannt.

## Publikationen
- History of the Negro race in America from 1619 to 1880 : Negroes as slaves, as soldiers and as citizens, together with a preliminary consideration of the unity of the human family, an historical sketch of Africa, and an account of the Negro governments of Sierra Leone and Liberia, New York : G.P. Putnam’s Sons, 1883. OCLC 894646933
- 1862-emancipation day-1884: the negro as a political problem: oration, Boston: A. Mudge, 1884. OCLC 17688555
- Memorial day: the ethics of the war, Newton, Mass.: Printed at the Office of the Graphic, 1884. OCLC 607367591
- A history of the Negro troops in the War of the Rebellion, 1861–1865 : preceded by a review of the military services of Negroes in ancient and modern times, mit John David Smith, 1887 (Erstveröffentlichung).
- An Open Letter to His Serene Majesty Leopold II, King of the Belgians and Sovereign of the Independent State of Congo By Colonel, The Honorable Geo. W. Williams, of the United States of America, 1890, online

## Tod
1891 erkrankte er während eines Aufenthalts in Kairo auf der Rückreise aus Afrika an Tuberkulose. Williams begab sich mit dem Schiff nach London, wo er am 2. August starb.

## Rezeption
Williams wird im Film Legend of Tarzan von Samuel L. Jackson verkörpert.